# 馮有經
馮有經（1566年—1615年），字正子，號源明，锦衣卫匠籍，浙江宁波府慈溪县人。明朝政治人物、進士出身。

## 生平
五岁而孤，年二十，中万历十三年（1585年）乙酉科举人，十七年（1589年）己丑科進士，选庶吉士，十九年八月除编修。二十一年给假送母，二十二年復除原职，二十五年主考湖广鄉試，二十六年戊戌（1598年），升右春坊右中允，二十七年给假一年。二十八年庚子（1600年），充东宫讲读官。一日进拜，皇太子偶不为起，有经奏曰：臣承乏春宫，辅导无状，致殿下失起立之礼。光宗改容谢之。三十一年官左諭德、掌司经局，三十四年八月應天主考，本年升右庶子，三十五年正月改左庶子，掌左春坊事，三十九年七月調南京别衙门用，四十三年卒，後追赠礼部侍郎。

## 家族
曾祖馮淳，祖父馮時佳，乡宾；父馮讚，甲子举人。